# Fuchsita
La fuchsita, también llamada cromomoscovita, es un filosilicato que se clasifica como una variedad de la moscovita y se incluye dentro del grupo de las micas. Su fórmula es K(Al,Cr)2AlSi3O10(OH,F)2. La característica principal que presenta es un alto contenido en cromo y color verde esmeralda.

## Historia
Fue descrito por en 1842 por Karl F. Emil von Schafhäutl que le otorgó su nombre en homenaje al profesor de mineralogía de la Universidad de Landshuten Johann Nepomuk von Fuchs.

## Propiedades
Cristaliza en el sistema monoclínico, tiene color verde esmeralda que varía en intensidad dependiendo de la cantidad de cromo de sustitución. Tiene una dureza de 2-2.5 en la escala de Mohs.